# Braunlauf (rivier)
De Braunlauf is een kleine zijrivier van de Our in België. Zij ontspringt in de buurt van Maldingen, in de gemeente Sankt Vith en stroomt vervolgens langs het dorp Braunlauf. De beek vervolgt haar weg langs de dorpen Neubrück, Galhausen en Neidingen. Ten zuiden van het dorp Lommersweiler, mondt het riviertje uit in de Our, die hier de grens vormt tussen België en Duitsland.
Vanaf Neidingen volgt de voormalige spoorweg Vennbahn (spoorlijn 47) de diep ingesneden vallei van de Braunlauf. Bij Lommersweiler werd een tunnel aangelegd om een meander van de Braunlauf af te snijden: de tunnel van Lommersweiler. De voormalige spoorlijn werd in het begin van de 21e eeuw omgevormd tot een fietspad.